# Deloneura marginata
Deloneura marginata är en fjärilsart som beskrevs av Carl Plötz 1880. Deloneura marginata ingår i släktet Deloneura och familjen juvelvingar. Inga underarter finns listade i Catalogue of Life.